# Általmennék én a Tiszán
Az Általmennék én a Tiszán kezdetű magyar népdalt Kodály Zoltán gyűjtötte Szegeden 1905-ben. Egy évvel később Bartók Béla is lejegyezte Békésgyulán, majd 1907-ben Felsőiregen. A dal új stílusú, alkalmazkodó ritmusú.
Feldolgozások:
| Szerző                        | Mire                       | Mű                                  | Előadás |
| ----------------------------- | -------------------------- | ----------------------------------- | ------- |
| Bartók Béla (– Kodály Zoltán) | ének, zongora              | Magyar népdalok, 2. darab           | [ 1 ]   |
| Bartók Béla                   | ének, zongora              | Öt magyar népdal, 2. darab          | [ 2 ]   |
| Gárdonyi Zoltán               | ének, furulya              | Általmennék                         |         |
| Máriássy István               | zongora vagy ének és gitár | Elindultam szép hazámból, 32. kotta |         |

## Kotta és dallam
| Általmennék én a Tiszán ladikon, ladikon de ladikon. Ott lakik a, ott lakik a galambom, ott lakik a galambom. Ott lakik a városban, a harmadik utcában, piros rózsa, kék nefelejcs, ibolya virít az ablakában. | Által mennék én a Tiszán, nem merek, nem merek, de nem merek. Attól félek, hogy a Tiszába esek, hogy a Tiszába esek. Lovam hátán seje haj, félre fordul a nyereg, A Tiszának habjai közt elveszek, a babámé nem leszek. |

## Felvételek
- Által mennék én a Tiszán. Ének: Kövesdy-Nagy Zsuzsanna  YouTube (2011. január 4.)  (Hozzáférés: 2016. április 22.) (audió)
- Által mennék én a Tiszán ladikon. Gyerekdalok  YouTube (2013. október 1.)  (Hozzáférés: 2016. április 22.) (videó)
- Által mennék én a Tiszán. Palló Imre és a Magyar Rádió Népi Zenekara  YouTube (1980. július 2.)  (Hozzáférés: 2016. április 22.) (audió)
- Által mennék. Nox  YouTube (2011. július 19.)  (Hozzáférés: 2016. április 22.) (audió)
- Által mennék én a Tiszán ladikon. Gémes trió  YouTube (2016. február 1.)  (Hozzáférés: 2016. április 22.) (audió)